# Janet Reno
Janet Wood Reno (Miami, Florida, 21 de juliol de 1938 - Miami, 7 de novembre de 2016) fou una jurista estatunidenca que va ser Fiscal General dels Estats Units en el període 1993-2001. Va ser proposada pel president Bill Clinton l'11 de febrer de 1993, i confirmada l'11 de març de 1993. Fou la primera dona a ocupar el càrrec de Fiscal General i la segona persona que ha estat més temps en el càrrec després de William Wirt.

## Biografia
Reno va assistir a l'escola pública en el comtat de Miami-Dade a Florida. El 1956 es va matricular a la Universitat Cornell a Ithaca a l'estat de Nova York, i va escollir com a assignatura la química. Va viure a Balch Hall i es va convertir en presidenta de l'Associació d'Autogovern de Dones.
En 1960, Janet Reno es va inscriure a la Harvard Law School. Una de les sis dones a la classe entre més de 500 estudiants. Va rebre tres anys després el títol en lleis.
Reno va ser nomenada directora del Comitè Jurídic de la Cambra de Representants de Florida el 1971. Va ajudar a revisar el sistema de tribunals de Florida. El 1973 va acceptar un lloc a l'oficina del fiscal al comtat de Dade. Durant aquest temps, el seu oponent Jack Thompson va llançar acusacions sobre la seva orientació sexual en la seva campanya contra Reno. Tanmateix, va guanyar l'elecció amb el 69% dels vots. Va deixar l'oficina del fiscal general el 1976 per associar-se amb una firma privada d'advocats.
En 1978 va ser nomenada fiscal general per al comtat de Dade (ara anomenat Miami-Dade). Va ser elegida al novembre de 1978 i reelegida quatre vegades més. Va ajudar a reformar el sistema de justícia juvenil i va perseguir pares delinqüents per al compliment dels pagaments de manutenció dels fills. També va establir la Cort de Drogues de Miami.
Durant la seva època en el comtat de Dade, va ser l'advocada principal en un cas de brutalitat policíaca. No va aconseguir la condemna de cap dels oficials acusats de colpejar Arthur McDuffie en 1979.
Janet Reno ha estat criticada per processar presumptes delinqüents sexuals durant el seu temps a l'Oficina Fiscal, i els seus actes van ser descrits com una "croada" amb accions com manipulació durant l'interrogatori de testimonis menors. Va estar involucrada en el procés judicial de Bobby Fijnje, de 14 anys, acusat d'abusos comesos durant ritus satànics, que va ser absolt més tard.
El 1995 va ser diagnosticada amb la malaltia de Parkinson.